# Estrella del porno

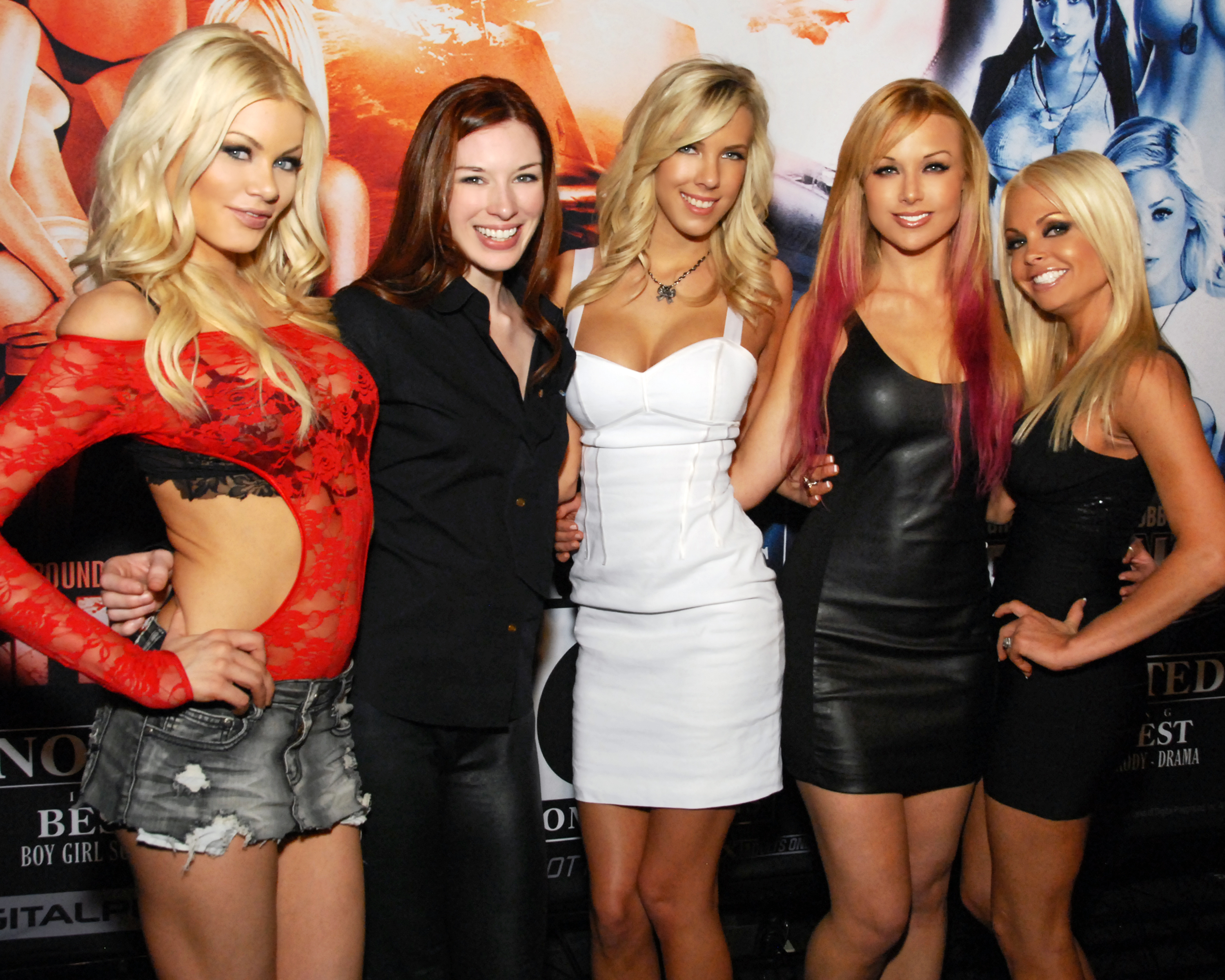
Riley Steele, Stoya, BiBi Jones, Kayden Kross i Jesse Jane, actrius de la productora Digital Playground, a l'AVN Adult Entertainment Expo de 2012.

Una estrella del porno (en anglès: porn star) és un actor o actriu de cinema especialitzat al gènere pornogràfic o de sexe explícit, quan ha assolit un cert renom dins el món del cinema pornogràfic. Un actor o actriu que encara no ha assolit el rang d'estrella és simplement un actor porno o una actriu porno. La indústria porno dels Estats Units d'Amèrica va ser la primera a desenvolupar un cert star-system, entre les actrius del gènere, especialment per raons comercials. Altrament en altres països, com per exemple Alemanya, l'star-system amb prou feines està desenvolupat i, en moltes pel·lícules i vídeos X, degut al caràcter aficionat o anònim dels actors, aquests no surten als títols de crèdit, fet que no en permet la identificació i en fa extraordinàriament difícil el seguiment.
Les legislacions de certs països els consideren com treballadors del sexe, perquè fan comerç amb el seu cos. Alguns actors X s'han especialitzat en espais definits: homosexualitat, bondage, sodomia, doble penetració, sexe interracial, MILF, etc.

## Història del cinema pornogràfic

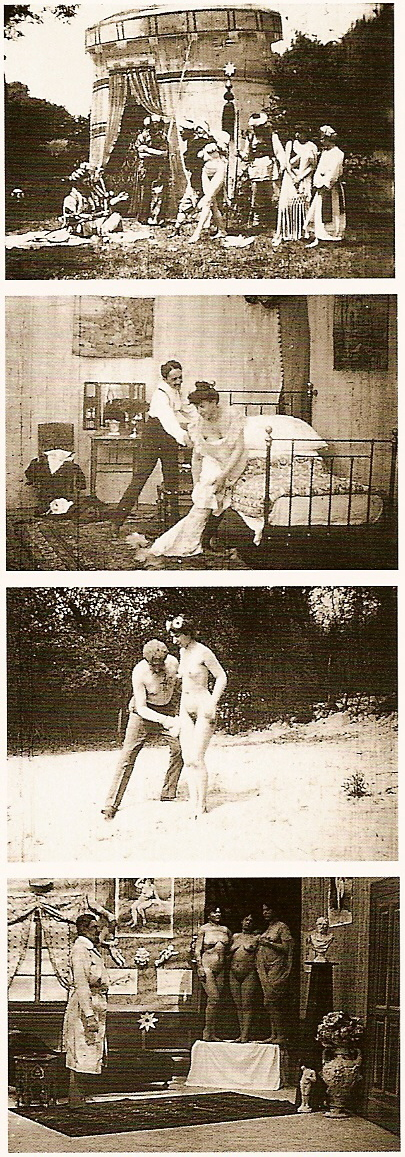
Fotografies d'un film eròtic austríac, cap al 1906, pel fotògraf Johann Schwarzer.

Els films pornogràfics han aparegut des de l'època del cinema mut. Fins al 1969, aquests films, destinats a una difusió clandestina -sobretot a bordells - han estat dirigits i interpretats per anònims. La sortida de la clandestinitat del cinema pornogràfic, progressivament autoritzat en el conjunt dels països occidentals, va permetre l'emergència d'una forma de « star system », la promoció d'aquests films descansen sovint sobre la popularitat de les seves estrelles.

### Anys 1970
La primera dona a ser considerada com una estrella del cinema X és Linda Lovelace després de la seva participació en el film Deep throat, 1972. L'èxit d'aquest film, que aconsegueix un record de recaptacions, fa que sortin altres films i noves « stars » com Marilyn Chambers (a Darrere de la porta verda), Gloria Leonard (a The Opening of Misty Beethoven), Georgina Spelvin (a The Devil in Miss Jones), Tina Russell, Leslie Bovee, Sharon Mitchell, Colleen Brennan, Careena Collins, Sharon Kane, Constance Money, Linda Wong, Bambi Woods (a Debbie Does Dallas).

### Anys 1980
Aquest període ha qualificat de « edat d'or de la pornografia », al començament dels anys 1980. Els principals protagonistes d'aquesta època són John Holmes, Kay Parker, Seka, Ginger Lynn, Annette Haven, Veronica Hart, Desiree Cousteau, Colette Choisez, Vanessa del Rio, Savannah, Traci Lords, Nina Hartley o Hyapatia Lee. Destacar que els actors masculins són menys coneguts que els seus col·legues femenins però hi ha alguna excepció com Jamie Gillis i John Leslie.

### Anys 1990

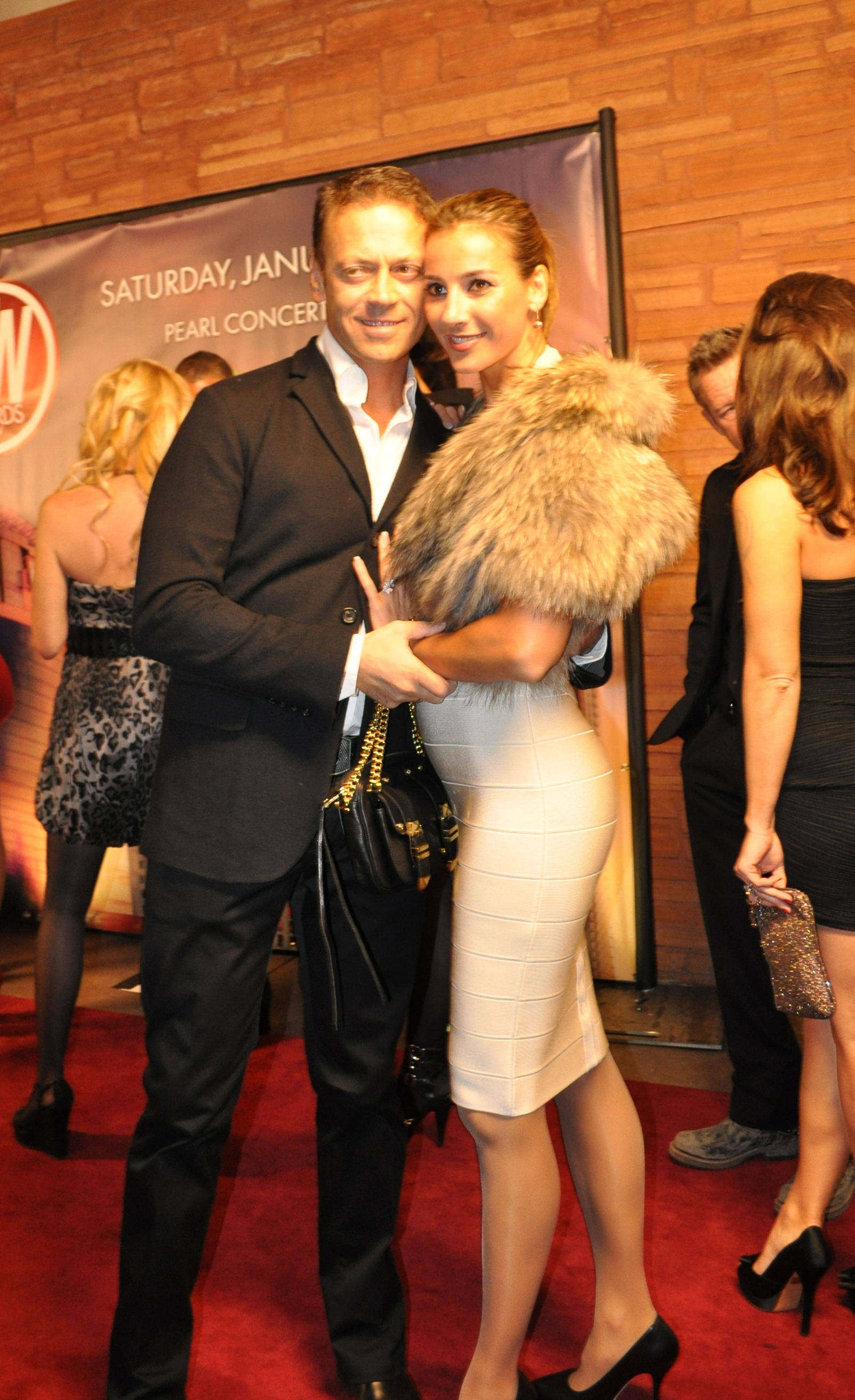
Rocco Siffredi i Rosa Caracciolo.

El desenvolupament de les tecnologies de suport com les cintes de vídeo VHS, a continuació el DVD, va permetre l'accés al gran públic dels films pornogràfics en el marc de la vida privada, abandonant el medi restringit dels cinemes X. La qualitat de les produccions va baixar, generalment per respondre a una demanda contínuament creixent. Existeix centenars de productores que produeixen desenes de milers de films cada any, i milers de persones treballen com a actors o actrius pornogràfics.
La capacitat de producció comença a saturar el mercat del film pornogràfic, les pràctiques evolucionen cap a pràctiques més confidencials, com la sodomia, el BDSM, les penetracions múltiples, etc. Algunes d'aquestes pràctiques van ser incorporades als films pornogràfics més convencionals, creant una nova norma de pràctiques sexuals. D'altres productores han girat cap a un sistema de llarga cua, especialitzant-se en la realització de fantasies més específiques i no tocant més que un nombre limitat d'aficionats, però diversificant la seva oferta amb la finalitat d'ocupar aquestes ninxos comercials. Alguns productors japonesos s'especialitzen en aquest tipus de mercat, proposant als consumidors d'assenyalar les fantasies que els interessen, i la productora realitza els films a continuació. Els actors i actrius més buscats són doncs els que van incorporar aquestes pràctiques al seu repertori de joc d'actor.

### Anys 2000
El internet i el web van canviar la dona, els films X són descarregats il·legalment i paral·lelament el pagament es posa en marxa en llocs web per veure films. Tot plegat dona accés a un més ampli públic internacional. Les actrius X són ràpidament propulsades com a «estrelles» pel web. Els aficionats esdevenen també estrelles amb el seu webcam. Però les americanes dominen el mercat com Jenna Haze, Tory Lane, Brooke Haven, Sasha Grey i d'altres.

## Malalties
En raó de la naturalesa del seu ofici i de les relacions sexuals rarament protegides, els actors i actrius porno són particularment vulnerables a la SIDA i d'altres malalties de transmissió sexuals; posar-se el preservatiu és generalment obligatori si els films van destinats a la televisió (França, Estats Units…).
Als anys 1980 als Estats Units, la SIDA mata diversos actors i actrius eròtiques, com John Holmes i Lisa De Leeuw. Aleshores es crea l' Adult Industry Medical Health Care Foundation. Aquesta fundació posa en marxa tests de seropositivitat mensuals i demana que cada informe sigui classificat. Així, avui als Estats Units, un eventual seropositiu pot ser identificat, contactat i valorat cada tres o sis mesos. Les taxes de transmissió del VIH resulten relativament baixes i, entre 2000 i 2004, no és detectat cap cas de transmissió. El 2004, l'actor Darren James va donar positiu al VIH. Una de les seves antigues companyes d'escena, Lara Roxx, va donar al seu torn positiu. James hauria tingut relacions amb altres dotze actrius.

## Ingressos
El nivell de salari varia fortament entre les actrius i els actors pornogràfics. A partir d'una enquesta de CNBC, « la balança dels salaris s'inclina segurament en favor de les dones », cosa que s'explica sobretot pel fet que el salari d'un actor no varia en funció de la configuració de l'acte sexual, contràriament al d'una actriu; així, l'ingrés mitjà als Estats Units d'una actriu per una escena clàssica se situa entre 800 i 1.000 dòlars, segons el pressupost de la productora; per un actor a la mateixa situació, se situa entre 500 i 600 dòlars per escena o per dia.
Segons Grégory Dorcel, director general de Marc Dorcel, « els homes cobren la meitat de les actrius, en general. És paradoxal, perquè un film X no podria existir sense 'performeur', sense actor… Però els films es compren per la bellesa de les actrius, no dels actors. Els primers papers són femenins ».
Segons l'actriu Katsuni, « el cachet d'un actor porno és un 25-30 % menor (de vegades la meitat) que el de la seva col·lega encara que aquesta debuti a l'ofici mentre que ell pot tenir deu anys de carrera darrere. […] Tot i que les mentalitats evolucionen i també el mercat X, un film porno és un producte de diversió encara essencialment consumit pels homes i fins i tot el públic compost de dones és també molt sensible al càsting femení d'un film X. La dona és doncs l'argument que fa vendre. És la font de la fantàsia, la seva representació, la imatge que es vol veure però també la personalitat que es desitja eventualment conèixer ».

## Premis
- Hot d'or (França)
- Adult Video News (AVN Awards) (Estats Units)
- XRCO (XRCO Awards, Estats Units)
- Venus Awards (Alemanya)
- BGAFD (The British Girls Adult Film Database, Regne Unit)
- AFAA Award (Adult Film Associació of America, 1976-1985, Estats Units)
- Premis FAME (Fans of Adult Media and Entertainment, des de 2006, Estats Units)
- Festival Internacional del Érotisme de Brussel·les (Bèlgica)
- Festival internacional de cinema érotique de Barcelona (Espanya)
- UK Adult Film and Television Awards (Regne Unit)
- Urban X Awards (Estats Units)
- AV Open (Japó)
- Pink Gran Premi (Japó)
- Adult Broadcasting Awards (Japó)
- Pinky Ribbon Awards (Japó)
- Eroticline Awards on Erotixxx Award (Alemanya)
- GayVN Awards (Estats Units)
- FlavaMen Blatino Awards (especialitzat en films gays)
- Free Speech Coalició (Estats Units)
- Australian Adult Industry Awards (Austràlia)
- XBIZ Award, organitzat per la revista XBIZ revista (Estats Units)
- Night Moves Awards, revista (Estats Units)
- CAVR Award Cyberspace Adult Video Reviews Awards (Estats Units)
- Erotic Awards (Regne Unit)
- Cybersocket Web Awards (Estats Units)
- Television X Shafta Awards (Regne Unit)
- Miss Freeones (lloc internet)
- Feminist Porn Award (FPA, Canadà, des de 2006)